# بزرگراه (فیلم ۲۰۱۴)
بزرگراه (به هندی: Highway) فیلمی است محصول سال ۲۰۱۴ و به کارگردانی امتیاز علی است. در این فیلم بازیگرانی همچون راندیپ هودا، آلیا بات ایفای نقش کرده‌اند.